# Tell Him (пісня Барбри Стрейзанд і Селін Діон)
«Tell Him» (укр. Скажи йому) — пісня, написана Ліндою Томпсон і продюсерами Уолтером Афанасьєвим і Девідом Фостером. Вона була записана як дует американської співачки Барбри Стрейзанд і канадської співачки Селін Діон для їхніх альбомів 1997 року, Higher Ground і Let's Talk About Love, і випущений як головний сингл із цих альбомів 3 листопада 1997 року.
Пісня мала топ-10 комерційного успіху в Європі та Австралії. Він був номінований на премію «Греммі» за найкращу поп-співпрацю з вокалом на 40-й щорічній церемонії вручення премії «Греммі» . Пізніше пісня «Tell Him» увійшла до альбомів найкращих хітів обох співачок: Стрейзанд The Essential (2002), Duets (2002) і The Ultimate Collection (2010), а також Селін Діон The Collector's Series, Volume One (2000), My Love: Essential Collection (2008) і The Best of Celine Dion &amp; David Foster (2012).

## Підгрунтя
24 березня 1997 року Діон стала першою артисткою, яка двічі виступила на церемонії вручення премії «Оскар» в один і той самий вечір. Окрім пісні «Because You Loved Me», вона також виконала пісню «I Finally Found Someone» з фільму «У дзеркала два обличчя», записану Барброю Стрейзанд і Браяном Адамсом. Стрейзанд вирішила не виступати того вечора, і замість неї мала заспівати її пісню Наталі Коул. Але Коул відмовилася, тож лише за два дні до церемонії вручення «Оскара» Діон попросили заспівати замість неї. Незважаючи на те, що вона нервувала, вона погодилася і змогла виступити в той вечір.
Через кілька днів Стрейзанд надіслала Діон квіти і записку: «Я подивилася запис, ти чудово заспівала мою пісню, і мені шкода, що мене не було в залі, щоб почути тебе, наступного разу давай зробимо це разом. Я б дуже хотіла, щоб твоя пісня перемогла, ти чудова співачка». Ця записка не залишилася без відповіді, і Рене Анжеліл зателефонував Девіду Фостеру, щоб той написав для них пісню, і результатом стала «Tell Him». Називаючи Стрейзанд одним зі своїх найвидатніших кумирів, Діон завжди хотіла співати з нею, але боялася зблизитися з кумиром, пояснюючи: «Практично нічого не потрібно, щоб зруйнувати ваше уявлення про нього. І так само мало, щоб розчавити тебе».
На замовлення була створена радіо-версія пісні. Вона також має ту саму тривалість, що й альбомна версія. Радіоредакція має високочастотну флейту, що грає під час виконання соло Діон.
Вперше Стрейзанд познайомилася з музикою Діон кількома роками раніше, завдяки тенісистові Андре Агассі.

## Сприйняття критиками
Ця пісня отримала позитивні відгуки від музичних критиків. Старший редактор AllMusic Стівен Томас Ерлевін у своїй рецензії на «Поговоримо про любов» написав, що ця пісня «сяє найяскравіше». У своїй рецензії на Higher Ground він підкреслив її і написав: «Higher Ground включає як традиційні релігійні пісні, так і новий матеріал (навіть „Tell Him“, роздутий дует з Селін Діон, неясно торкається цієї теми)». Редактор AllMusic Метью Грінвальд в одній з рецензій написав: "Їхні голоси надзвичайно добре поєднуються в цій пісні, обидва співаки обмінюються і об'єднуються з чудовим заспокоєнням. У музичному плані в пісні домінує, на жаль, дещо пихате аранжування. Це заважає дуже гарній мелодії. Загальне аранжування, здається, вийшло зі школи надмірного виробництва 1980-х років, і воно трохи нудотне. Однак вокалісти піднімають пісню на вищий щабель своїм виконанням, і

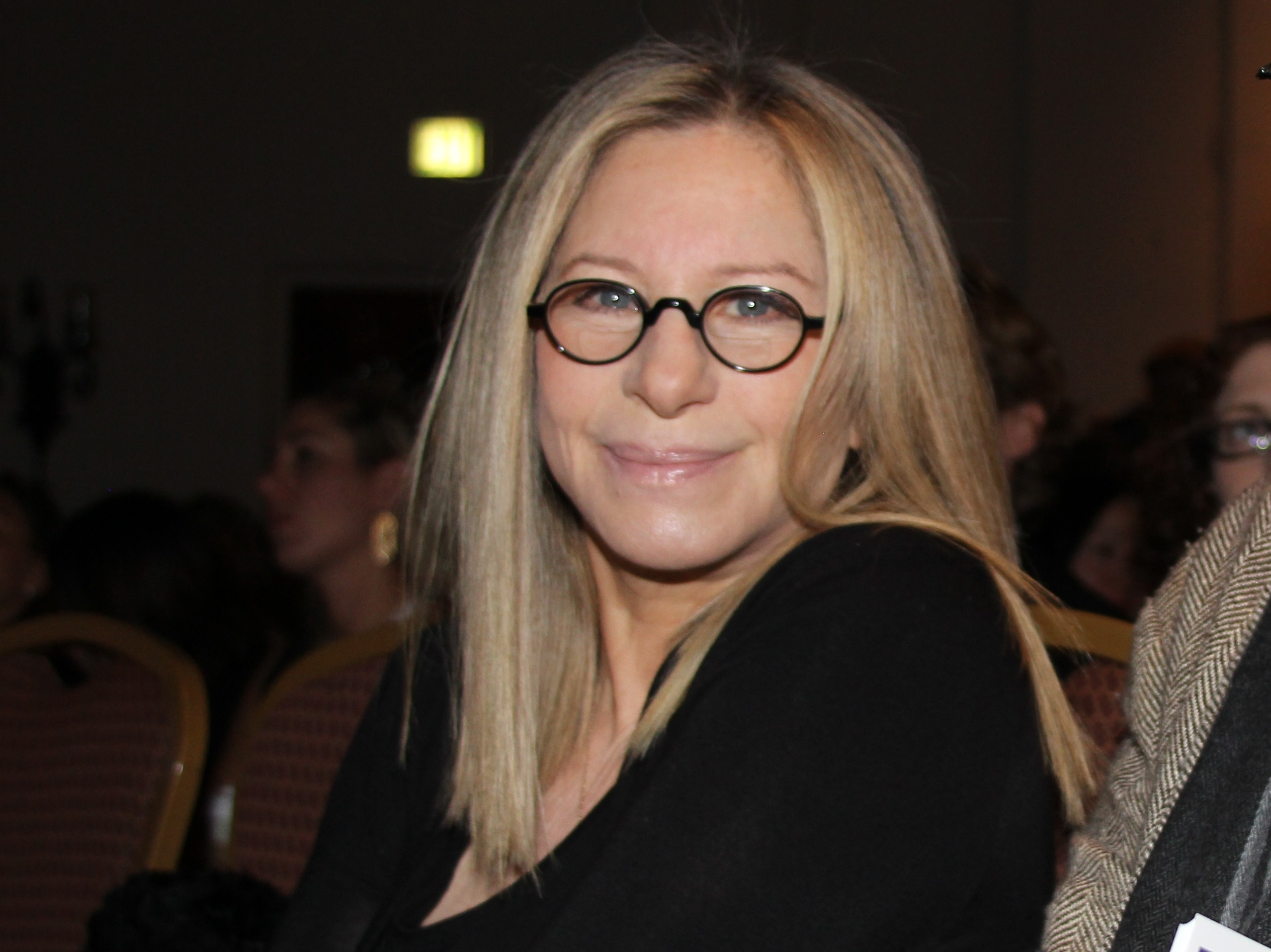
Barbra Streisand

Ларрі Флік з Billboard прокоментував: «Поговоримо про подію. Два найкращі голоси поп-музики об'єдналися у грандіозній, дивовижній баладі, яка розтопить серце навіть найбільш виснаженого слухача. Ніхто не зможе встояти перед електрикою, що виникає від поєднання їхніх голосів у пісні, яка, ймовірно, стане квінтесенцією гімну „дівчат“. Шанувальники Діон, які вже давно називають канадську діву ймовірною наступницею Стрейзанд, знайдуть підтвердження у записі, який показує, наскільки однаково добре вони грають. Хто ще, окрім Девіда Фостера та Вальтера Афанасьєва, міг би керувати такою монументальною постановкою? Ніхто — про що свідчить аранжування, яке іскриться оркестровим розмаїттям. Не потрібно передбачати хітовий потенціал цієї перлини. Просто почніть стежити за його хіт-парадами».
Редактор Entertainment Weekly Девід Браун писав: «Стрейзанд ковзає в дуеті Tell Him, як батта, змушуючи Діон звучати, як маргарин, але пісня — це ода підлабузництву». Британський журнал Music Week оцінив пісню на три бали з п'яти, додавши, що «вокал Стрейзанд і Діон без особливих зусиль зливаються в цій потужній баладі, демонструючи чудові діапазони пари». Редактор New York Observer Джонатан Бернстайн заявив, що «центральним елементом „Поговоримо про кохання“ є „Скажи йому“, дует з Барбарою Стрейзанд. Будь-хто, хто бачив, хоч краєм ока, відео на „Tell Him“, в якому пані Діон ставиться до пані Стрейзанд, як новонароджене оленятко, що тулиться до матері, відчує, що це не протистояння примадонн. Обидві співачки дають одна одній простір для емоцій, стримуючи себе до фінальних приспівів, перш ніж перетворитися на щось схоже на пару п'яниць, які борються за мікрофон у караоке-вечірці». Втім, дует отримав і свою частку несприятливих відгуків.
Планувалося, що Стрейзанд і Діон виступлять дуетом на церемонії 40-ї церемонії вручення премії «Греммі», на яку пісня була номінована; це мало стати першим живим виконанням пісні. Однак виступ був скасований через те, що Стрейзанд знову захворіла на грип. Хвороба не дозволила Стрейзанд бути присутньою на репетиції з Діон, хоча Стрейзанд стверджує, що спочатку вона все ж мала намір бути присутньою на виступі. Прес-секретар Стрейзанд заявив, що співачка «вкрай розчарована тим, що не зможе співати через тривалу застуду і високу температуру».

## Випуск та реакція ринку

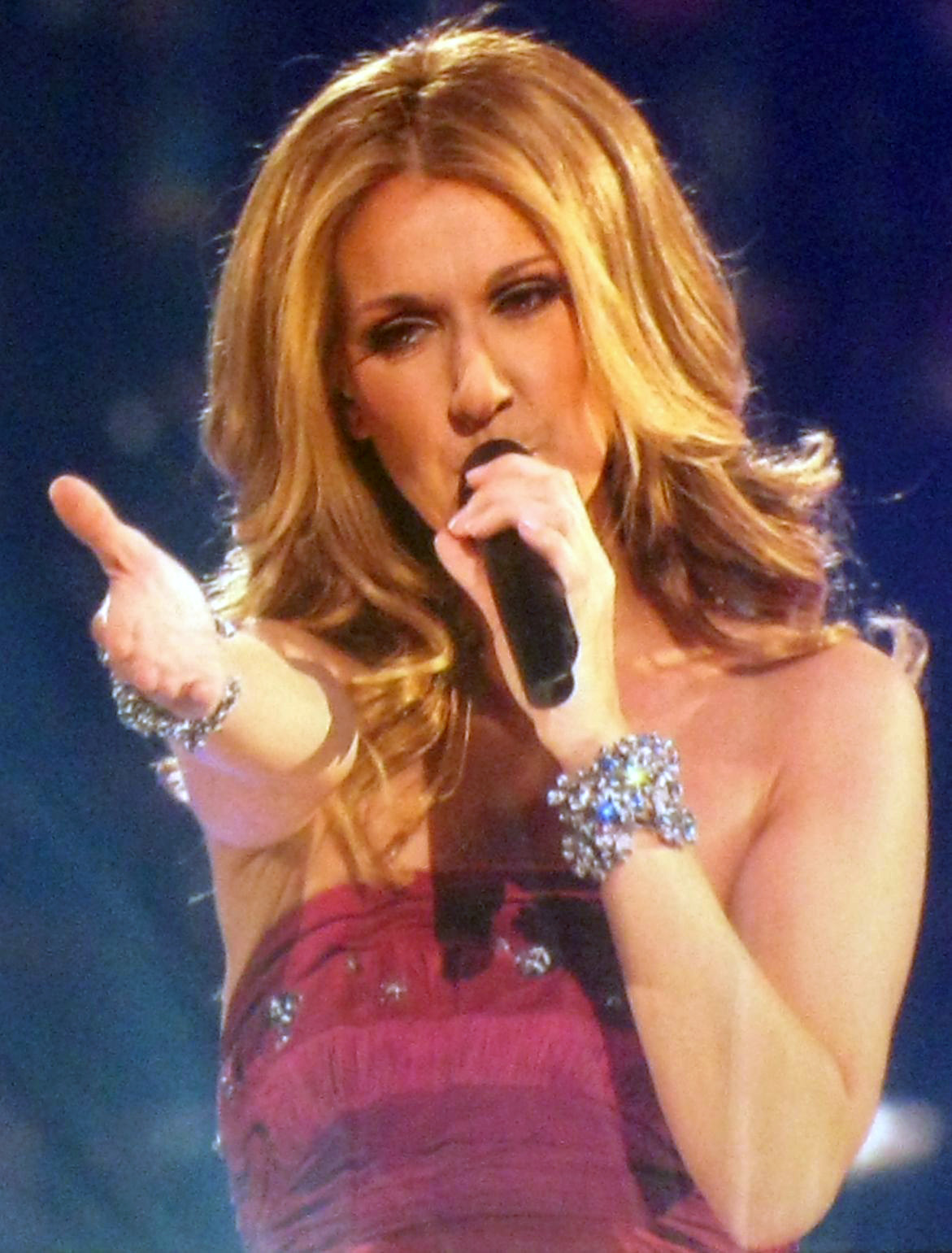
Celine Dion

7 жовтня 1997 року «Tell Him» вперше прозвучала на радіостанціях Сполучених Штатів. Спочатку реліз пісні був запланований на 4 листопада 1997 року, але його було скасовано, незважаючи на те, що сингл вже був випущений у масове виробництво. Теда Сендіфорд-Воллер з Billboard пояснила це скасування тим, що трек не потрапив до топ-40 радіо.
У Сполучених Штатах пісня посіла п'яте місце в чарті Billboard Adult Contemporary і 58 місце в чарті Billboard Radio Songs. Пісня мала комерційний успіх і за межами США. Вона стала 33-м найбільш продаваним синглом 1997 року у Великій Британії. Вона увійшла до топ-10 хіт-парадів у понад 15 країнах світу, включаючи Великобританію (третє місце), Ірландію (друге місце), Італію (четверте місце), Францію (четверте місце) та Австралію (дев'яте місце). Він також посів третє місце в європейському чарті Hot 100 Singles і увійшов до кількох хіт-парадів за підсумками року в 1997 і 1998 роках. Сингл отримав платинові нагороди в Нідерландах (75 000) та Бельгії (50 000), а також золоті диски у Великій Британії (400 000), Франції (400 000), Австралії (35 000), Швейцарії (25 000) та Норвегії.

## Відео до музики
Кліп на цю пісню був знятий американським продюсером і режисером Скоттом Лохмусом, прем'єра відбулася 24 жовтня 1997 року на каналі VH1. Кліп увійшов як бонус до DVD «Au cœur du stade».

## Формати та перелік треків

### Європейський CD сингл
1. «Tell Him» (радіо-версія) — 4:51
2. «Tell Him» (альбомна версія) — 4:51

### Європейський, австралійський та японський CD максі-сингл
1. «Tell Him» (радіо-версія) — 4:51
2. «Everything Must Change» — 4:03
3. «Where Is the Love» — 4:59

### Європейський 12-дюймовий сингл
1. «Tell Him» (радіо-версія) — 4:51
2. «Everything Must Change» — 4:03
3. «Tell Him» (альбомна версія) — 4:51
4. «Where Is the Love» — 4:59

## Чарти
| Чарт (1997—1998)                                               | Найвища позиція |
| -------------------------------------------------------------- | --------------- |
| Австралія (ARIA)                                               | 9               |
| Австрія (Ö3 Austria Top 75)                                    | 23              |
| Бельгія (Ultratop Flanders)                                    | 3               |
| Бельгія (Ultratop Wallonia)                                    | 3               |
| Canada (Canadian Singles Chart)                                | 12              |
| ERROR: MUST PROVIDE DATE FOR CANADIAN TOP SINGLES CHART        | 47              |
| ERROR: MUST PROVIDE DATE FOR CANADIAN ADULT CONTEMPORARY CHART | 1               |
| European Hot 100 Singles (Music & Media)                       | 3               |
| European Hit Radio (Music & Media)                             | 24              |
| Finland (Rumba)                                                | 6               |
| Франція (SNEP)                                                 | 4               |
| Німеччина (Media Control AG)                                   | 25              |
| Greece (IFPI)                                                  | 6               |
| Iceland (Íslenski Listinn Topp 40)                             | 26              |
| Ірландія (IRMA)                                                | 2               |
| Italy (FIMI)                                                   | 4               |
| Нідерланди (Dutch Top 40)                                      | 1               |
| Нідерланди (Mega Single Top 100)                               | 2               |
| Норвегія (VG-lista)                                            | 8               |
| Poland (ZPAV Airplay)                                          | 10              |
| Quebec (ADISQ)                                                 | 1               |
| Romania (Romanian Top 100)                                     | 1               |
| ПОМИЛКА: ПРОПУЩЕНО ПАРАМЕТР date У ШОТЛАНДСЬКОМУ ЧАРТІ         | 3               |
| Spain (AFYVE)                                                  | 4               |
| Швеція (Sverigetopplistan)                                     | 27              |
| Швейцарія (Media Control AG)                                   | 4               |
| Taiwan (IFPI)                                                  | 5               |
| ПОМИЛКА: ПРОПУЩЕНО ПАРАМЕТР date У БРИТАНСЬКОМУ ЧАРТІ          | 3               |
| США (Hot 100 Airplay) (Billboard)                              | 58              |
| США (Adult Contemporary) (Billboard)                           | 5               |

| Чарт (1997)                        | Позиція |
| ---------------------------------- | ------- |
| Australia (ARIA)                   | 46      |
| Belgium (Ultratop 50 Flanders)     | 30      |
| Belgium (Ultratop 50 Wallonia)     | 15      |
| Canada Adult Contemporary (RPM)    | 24      |
| Europe (European Hot 100 Singles)  | 57      |
| France (SNEP)                      | 33      |
| Netherlands (Dutch Top 40)         | 48      |
| Netherlands (Single Top 100)       | 24      |
| Norway Christmas Period (VG-lista) | 13      |
| Romania (Romanian Top 100)         | 36      |
| UK Singles (OCC)                   | 33      |

| Chart (1998)                      | Position |
| --------------------------------- | -------- |
| Belgium (Ultratop 50 Flanders)    | 80       |
| Belgium (Ultratop 50 Wallonia)    | 89       |
| Canada Adult Contemporary (RPM)   | 71       |
| Europe (European Hot 100 Singles) | 46       |
| Netherlands (Dutch Top 40)        | 57       |
| Netherlands (Single Top 100)      | 16       |
| Switzerland (Schweizer Hitparade) | 32       |
| US Adult Contemporary (Billboard) | 35       |

## Сертифікація та продажі
| Регіон                                                                                          | Сертифікація | Продажі  |
| ----------------------------------------------------------------------------------------------- | ------------ | -------- |
| Австралія (ARIA)                                                                                | Платиновий   | 70 000   |
| Бельгія (BEA)                                                                                   | Платиновий   | 50 000*  |
| Франція (SNEP)                                                                                  | Золотий      | 250 000* |
| Нідерланди (NVPI)                                                                               | Платиновий   | 75 000^  |
| Норвегія (IFPI Norway)                                                                          | Золотий      | 0*       |
| Швейцарія (IFPI Switzerland)                                                                    | Золотий      | 25 000^  |
| Велика Британія (BPI)                                                                           | Золотий      | 400 000^ |
| *продажі, що базуються лише на сертифікаціях ^відвантаження, що базуються лише на сертифікаціях |              |          |

## Історія випуску
| Регіон                | Дата                  | Формат(и) | Етикетки | Ref.   |
| --------------------- | --------------------- | --------- | -------- | ------ |
| Сполучені Штати       | 7 жовтня 1997 року    | радіо     |          | [ 54 ] |
| Бельгія               | 3 листопада 1997 року |           | Sony     | [ 55 ] |
| Об'єднане Королівство | 3 листопада 1997 року |           |          | [ 56 ] |
| Японія                | 1 грудня 1997 року    | CD        | SMEJ     | [ 57 ] |